# Aurélie Filippetti
Aurélie Filippetti (Villerupt, departman Meurthe-et-Moselle, 17. lipnja 1973.) francuska je političarka i spisateljica. Obnašala je dužnost ministrice kulture i komunikacija u razdoblju od 16. svibnja 2012. do 25. kolovoza 2014. godine, u prvoj i drugoj vladi Jean-Marca Ayraulta te u prvoj vladi Manuela Vallsa.

## Biografija
Diplomirala je na prestižnoj francuskoj visokoj školi École normale supérieure de Fontenay-Saint-Cloud te stekla agregaciju iz klasične književnosti. Prije nego što se počela baviti politikom, predavala je književnost.
Godine 1999. učlanila se u stranku Zelenih te je u razdoblju od 2001. do 2002. radila u kabinetu ministra okoliša Yvesa Cocheta. Na lokalnim izborima 2001. godine izabrana je u vijeće 5. arondismana u Parizu. Stranku Zelenih napustila je 2006.,  a iste se godine učlanila u Socijalističku stranku. U studenom 2006. postala je stručna savjetnica za pitanja okoliša, kulture i obrazovanja u predsjedničkoj kampanji Ségolène Royal za izbore 2007. godine.
Kao kandidatkinja Socijalističke stranke 2007. godine izabrana je u departmanu Moselle za zastupnicu u francuskoj Nacionalnoj skupštini. Ponovno je izabrana 2012. godine, ali je s ovog mjesta morala odstupiti nakon samo mjesec dana zbog nekompatibilnosti zastupničkog mandata s ministarskom funkcijom koju je u međuvremenu stekla.
Dne 16. svibnja 2012. godine u vladi Jean-Marca Ayraulta imenovana je ministricom kulture i komunikacija. Kao prioritete u svojem ministarskom mandatu istaknula je prijedlog zakona o zaštiti novinarskih izvora, sigurno financiranje javnih audiovizualnih medija te ukidanje prakse prema kojoj ravnatelje javnih audiovizualnih medija imenuje predsjednik. Također, jedan od zacrtanih ciljeva bilo je i postizanje veće ravnopravnosti između žena i muškaraca u pogledu imenovanja ravnatelja kulturnih institucija. 25. kolovoza 2014. odstupila je s ministarske funkcije, odlučivši da mandat neće nastaviti u drugoj vladi Manuela Vallsa.
Njezin prvi roman „Posljednji dani radničke klase“ objavila je izdavačka kuća Stock 2003. godine, a preveden je na više jezika. U ovom djelu Aurélie Filippetti pripovijeda o životu svojeg djeda kojega je kao člana francuskog pokreta otpora uhitio Gestapo te opisuje propadanje rudarstva i industrije čelika u Loreni.

## Vanjske poveznice
Službena stranica francuskog Ministarstva kulture i komunikacija  Arhivirana inačica izvorne stranice od 8. veljače 2014. (Wayback Machine)